# Marah Woolf

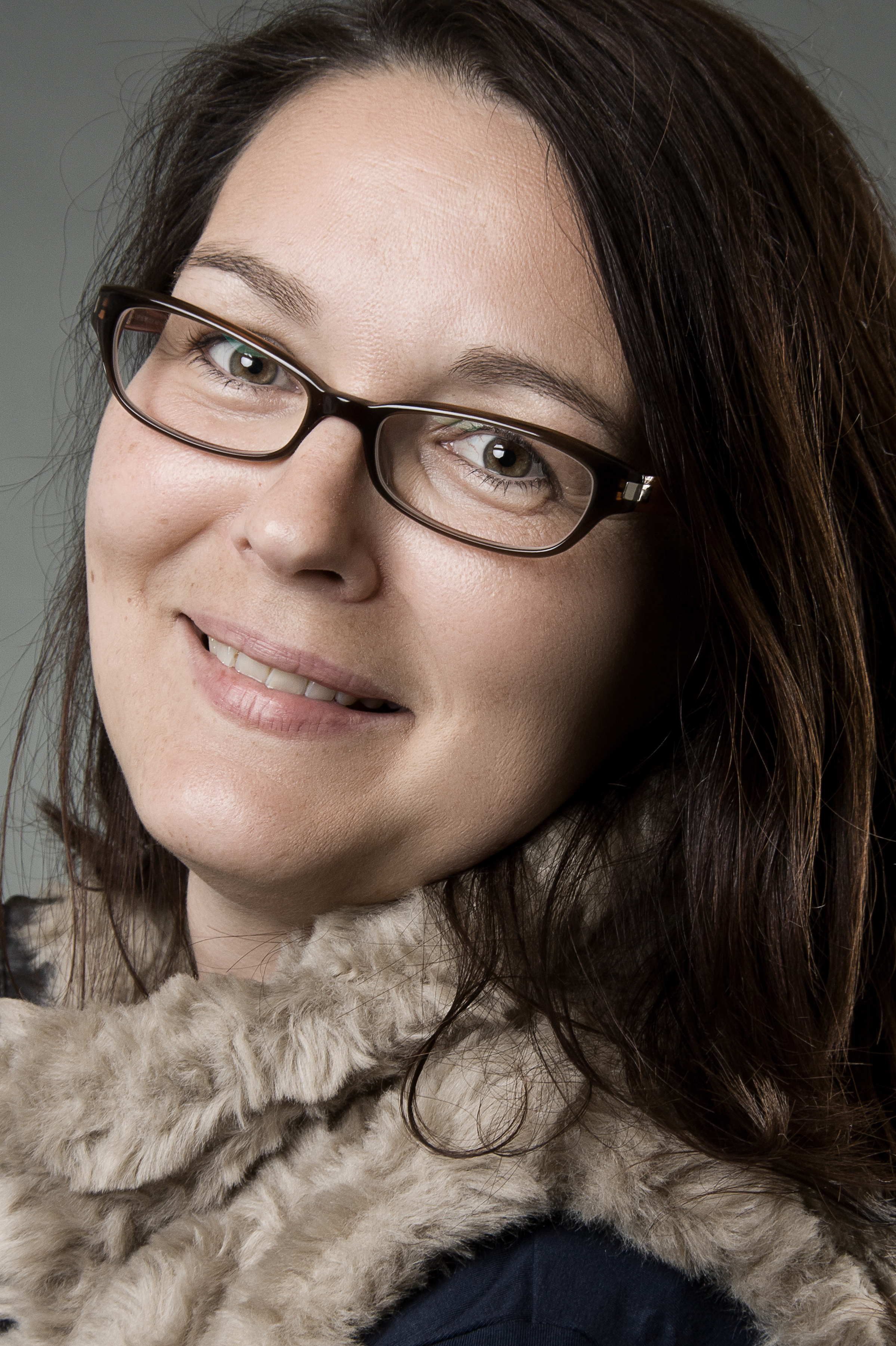
Marah Woolf (2014)

Marah Woolf (* 11. November 1971 bei Magdeburg) ist eine deutsche Schriftstellerin, die Jugendfantasybücher und Liebesromane verfasst.

## Leben
Woolf absolvierte von 1990 bis 1992 zunächst eine Ausbildung als Bankkauffrau bei der Dresdner Bank. Nach der Geburt ihres zweiten Kindes studierte sie an der Universität Otto-von-Guericke Politik und Geschichte. Danach produzierte sie mehrere Jahre mit einem eigenen Studio Hörbücher. Sie ist verheiratet, hat drei Kinder, lebt und arbeitet in Magdeburg.

## Literarisches Wirken
Im Jahre 2011 veröffentlichte Woolf mit MondSilberLicht ihr erstes Buch der vierteiligen MondSilberSaga als Selbstpublikation. 2013 und 2014 folgte die BookLess-Trilogie, deren Taschenbuchausgaben 2017 über den Oetinger Taschenbuchverlag vertrieben wurde. Die in den Jahren 2014 bis 2018 selbstpublizierte siebenteilige Reihe FederLeichtSaga wurde ebenfalls 2018 im Oetinger Verlag mit den von Carolin Liepins gestalteten Buchcovern veröffentlicht und im Frühjahr 2022 mit neugestalteten Covern von derselben Coverdesignerin wieder in Eigenregie aufgelegt. Bis Oktober 2015 verkauften sich die Bücher der ersten drei selbstverlegten Reihen MondLichtSaga, BookLess und FederLeichtSaga bis zu 800.000 mal, bis Mai 2017 verkaufte Woolf über eine Million Bücher. Die Taschenbuchausgabe der 2018 und 2019 selbstverlegten Trilogie AngelusSaga erschien 2019 im Piper Verlag. Die einzigen direkt im Verlag veröffentlichten Projekte waren die 2017 im Dressler Verlag veröffentlichte GötterFunke-Trilogie, sowie 2019 der Einzelband TausendMalSchon, die sich alle auf der Spiegel-Bestsellerliste platzieren konnten. Alle weiteren Werke veröffentlichte Woolf weiterhin im Eigenverlag.
Im Juni 2021 schaffte es Woolf als erste Selfpublisherin mit dem ersten Band der HexenSchwestern-Trilogie, Sister of the Stars – Von Runen und Schatten, in der Kategorie Hardcover auf die Spiegel-Bestsellerliste und erlangte in der ersten Woche Platz 17. Mit dem 3. Band der HexenSchwestern-Trilogie erreichte Woolf in der ersten Woche bereits Platz 6. Der 2023 erschienene erste Band Zeichen & Omen der Trilogie WiccaCreed erreichte in der ersten Woche Platz 3 der Spiegel-Bestsellerliste in der Kategorie Hardcover, der zweite Band Schuld & Sünde stieg ein auf Platz 1 der Spiegel-Bestsellerliste in der Kategorie Hardcover und in die BILD-Bestsellercharts. In der dritten Mai-Woche 2025 kam House of Verity ebenfalls auf Platz 1 der Spiegel-Bestsellerliste in der Kategorie Hardcover. Mittlerweile gilt Marah Woolf als eine der erfolgreichsten Selfpublisherinnen in Deutschland.
GötterFunke, die AngelusSaga und die Atlantis-Chroniken behandeln Mythologien. GötterFunke befasst sich zudem mit dem Thema Natur- und Umweltschutz.
Die ersten Teile der MondLichtSaga sind in englischer und französischer Sprache (Verlag Michel Lafon) erschienen. Eine koreanische Ausgabe erfolgte 2015 sowie eine polnische Ausgabe 2019. Die Trilogie GötterFunke erschien 2019 in ungarischer Sprache und seit 2021 auch in polnischer Sprache. Der Einzelband TausendMalSchon wurde 2021 in russischer Sprache (Verlag Freedom Moskau) veröffentlicht.
2019 wurde Woolf zum Vorstandsmitglied der DELIA – Vereinigung deutschsprachiger Liebesroman-Autoren und -Autorinnen als Vizepräsidentin ernannt.

## Auszeichnungen
- 2013 erhielt sie den ersten Indieautorenpreis der Leipziger Buchmesse, gestiftet von der Leipziger Buchmesse und Neobooks, der E-Book-Self-Publishing-Plattform von Droemer Knaur.[11]
- 2014 LovelyBooks Leserpreis in der Kategorie Fantasy für BookLess
- 2015 LovelyBooks Leserpreis in der Kategorie Fantasy für MondSilberNacht
- 2025 autoren@leipzig Awards in der Kategorie Self-Publisher – Fiction für MondSilberLicht[12]
- 2019 LovelyBooks Leserpreis in der Kategorie Fantasy & Science Fiction für Zorn der Engel und in der Kategorie Jugendbuch/Fantasy für TausendMalSchon
- 2020 LovelyBooks Leserpreis in der Kategorie Fantasy & Science Fiction für Sister of the Stars – Von Runen und Schatten
- 2023 LovelyBooks Community Award Bronze in der Kategorie Fantasy & Science Fiction für WiccaCreed – Zeichen & Omen[13][14]

## Werke

### Buch-Reihen
MondLicht-Saga
- MondSilberLicht. Band 1. Eigenverlag, 2011, ISBN 978-1-4775-9378-3.
- MondSilberZauber. Band 2, Eigenverlag, 2012, ISBN 978-1-4776-4183-5.
- MondSilberTraum. Band 3, Eigenverlag, 2012, ISBN 978-1-4810-8008-8.
- MondSilberNacht. Band 4, Eigenverlag, 2015, ISBN 978-3-00-049817-6.

BookLess-Saga
- Wörter durchfluten die Zeit (Band 1). Oetinger Taschenbuch, Hamburg 2017, ISBN 978-3-8415-0486-9.
- Gesponnen aus Gefühlen (Band 2). Oetinger Taschenbuch, Hamburg 2017, ISBN 978-3-8415-0487-6.
- Ewiglich unvergessen (Band 3). Oetinger Taschenbuch, Hamburg 2017, ISBN 978-3-8415-0395-4.

FederLeicht-Saga
- Wie fallender Schnee (Band 1). Oetinger Verlag, Hamburg 2018, ISBN 978-3-8415-0528-6.
- Wie das Wispern der Zeit (Band 2). Oetinger Verlag, Hamburg 2018, ISBN 978-3-8415-0529-3.
- Wie der Klang der Stille (Band 3). Oetinger Verlag, Hamburg 2018, ISBN 978-3-8415-0531-6.
- Wie Schatten im Licht (Band 4). Oetinger Verlag, Hamburg 2018, ISBN 978-3-8415-0532-3.
- Wie Nebel im Wind (Band 5). Oetinger Verlag, Hamburg 2018, ISBN 978-3-8415-0533-0.
- Wie der Kuss einer Fee (Band 6). Oetinger Verlag, Hamburg 2018, ISBN 978-3-8415-0534-7.
- Wie ein Funke von Glück (Band 7). Oetinger Verlag, Hamburg 2018, ISBN 978-3-8415-0535-4.

GötterFunke-Saga
- Liebe mich nicht (Band 1). Dressler, Hamburg 2017, ISBN 978-3-7915-0029-4.
- Hasse mich nicht (Band 2). Dressler, Hamburg 2017, ISBN 978-3-7915-0041-6.
- Verlasse mich nicht! (Band 3) Dressler, Hamburg 2017, ISBN 978-3-7915-0042-3.
- Fluch der Aphrodite (Spin off). IWD Körner, Magdeburg 2020, ISBN 978-3-96698-236-8 (Nova MD).

AngelusSaga
- Rückkehr der Engel (Band 1). Piper Verlag, München 2019, ISBN 978-3-492-70601-8.
- Zorn der Engel (Band 2). Piper Verlag, München 2019, ISBN 978-3-492-70602-5.
- Buch der Engel (Band 3). Piper Verlag, München 2019, ISBN 978-3-492-70603-2.

HexenSchwestern-Saga
- Sister of the Stars – Von Runen und Schatten (Band 1). IWD Körner, Magdeburg 2020, ISBN 978-3-96698-369-3 (Nova MD).
- Sister of the Moon – Von Siegeln und Knochen (Band 2). IWD Körner, Magdeburg 2020, ISBN 978-3-96698-486-7 (Nova MD).
- Sister of the Night – Von Ringen und Blut (Band 3). IWD Körner, Magdeburg 2021, ISBN 978-3-96698-802-5 (Nova MD).

AtlantisChroniken
- Zepter aus Licht (Band 1). IWD Körner, Magdeburg 2021, ISBN 978-3-96966-479-7 (Nova MD).
- Ring aus Feuer (Band 2). IWD Körner, Magdeburg 2021, ISBN 978-3-96966-743-9 (Nova MD).
- Krone aus Asche (Band 3). IWD Körner, Magdeburg 2022, ISBN 978-3-96966-759-0 (Nova MD).

WiccaChroniken
- WiccaCreed: Zeichen & Omen (Band 1). Magdeburg 2023, ISBN 978-3-9859559-2-3 (Nova MD).
- WiccaCreed: Schuld & Sünde (Band 2). Magdeburg 2023, ISBN 978-3-9859554-6-6 (Nova MD).
- WiccaCreed: Rache & Feuer (Band 3). Magdeburg 2023, ISBN 978-3-9859554-7-3 (Nova MD).

#### Zodiacchroniken
- House of Eternity, (Band 1). IWD Körner, Magdeburg 2024, ISBN 978-3989424111
- House of Destiny, (Band 2). IWD Körner, Magdeburg 2024, ISBN 978-3989424623
- House of Verity, (Band 3). IWD Körner, Magdeburg 2025, ISBN 978-3989425125

Zuckergussgeschichten
- Zum Anbeißen süß. 2015, ISBN 978-1-5085-2095-5.
- Zum Vernaschen zu schade. 2015, ISBN 978-1-5085-5277-2.
- Cookies, Kekse, Katastrophen. 2015, ISBN 978-1-5085-6176-7.
- Himbeeren im Tee. 2015, ISBN 978-1-5147-5966-0.
- Erdbeeren im Schnee. 2015, ISBN 978-1-5195-8140-2.
- Lebkuchen zum Frühstück. 2015, ISBN 978-1-5195-8151-8.
- Zimt, Zoff und Zuckerstangen. 2015, ISBN 978-1-5195-8162-4.
- Liebe ist wie Zuckerwatte. 2017, ISBN 978-1-5482-1453-1.
- Marshmallows im Kakao. 2017, ISBN 978-1-981298-54-9.
- Küsse mit Schlagsahne. 2018, ISBN 978-1-72970-767-8.

Sammelbände
- Liebe mit Zuckerguss. (Bundle Zuckergussgeschichten 1–4). 2016, ISBN 978-1-5190-0560-1.
- Winterzauber mit Zimt und Zucker. (Bundle Zuckergussgeschichten 5–7). 2016, ISBN 978-1-5190-0591-5.
- Zuckersüß verführt. (Bundle Zuckergussgeschichten 8–10). 2019, ISBN 978-3-7481-9360-9.

Einzelbände
- Finian Blue Summers: Say Something. 2016, ISBN 978-1-5372-4767-0.
- Fanny Rose Eden: Timing is everything. 2018, ISBN 978-3-7528-1669-3.
- Tausend Mal Schon. Dressler, Hamburg 2019, ISBN 978-3-7915-0130-7.